# FC Dinxperlo
FC Dinxperlo (Fusieclub Dinxperlo) is een amateurvoetbalvereniging uit Dinxperlo in de Nederlandse provincie Gelderland.

## Algemeen
De club FC Dinxperlo is een fusieclub bestaande uit de voorgaande twee Dinxperlose voetbalverenigingen DZSV en SV Dinxperlo. De club is officieel gefuseerd op 1 juli 2019, met ingang van seizoen 2019/20. De clubkleuren zijn antraciet en turquoise, echter bestaat het thuistenue uit een zwart tenue met een turquoise verticale streep op het shirt. De club kent een vrijdag-, zaterdag-, zondag- en een zaalafdeling, doordat de zaalvoetbalvereniging Futsal Club Dinxperlo ook opgegaan is in de fusieclub.

## Standaardelftal
De club startte met twee standaardelftallen. De Technische Commissie heeft op verzoek van het bestuur onderzoek verricht naar de meest gewenste speeldag. Een enquête onder de spelers die nu en de komende jaren in de selectie zouden komen te spelen leidde, met grote meerderheid, tot selectievoetbal op zondag. Het voorstel van het bestuur/TC om alleen selectievoetbal te spelen op zondag werd met grote meerderheid aangenomen op een bijzondere algemene ledenvergadering. Dit leidde tot grote onrust en een protest tegen de uitslag van de ledenvergadering. De uitkomst van het protest was dat FC Dinxperlo nog minimaal 2 seizoenen een zaterdag standaardelftal zou formeren naast het zondagelftal. Uiteindelijk bleek dat er te weinig spelers beschikbaar waren voor een zaterdag standaardelftal, dat was ook de conclusie na de enquête onder de spelers, en dat vervolgens vanuit de spelers besloten werd geen zaterdag1 meer in te schrijven in de competitie. Vanaf het seizoen 2020-2021 kent FC Dinxperlo nog maar 1 standaardelftal en wordt er op zaterdag recreatievoetbal bedreven door de senioren.

### FC Dinxperlo 1
Het standaardelftal voor de zondag komt in seizoen 2020/21 uit in de 4e klasse C van het KNVB-district Oost. Het eerste seizoen 2019-2020 werd vanwege Corona afgebroken terwijl het team met 1 verliespunt meer als koploper Gendringen nog uiterst kansrijk was in de race om het kampioenschap. Het seizoen 20-21werd onderbroken na twee gewonnen wedstrijden.